# A Pain That I'm Used To
A Pain That I'm Used To è un singolo del gruppo musicale britannico Depeche Mode, pubblicato il 5 dicembre 2005 come secondo estratto dall'undicesimo album in studio Playing the Angel.

## Descrizione
Si tratta della traccia d'apertura del brano e presenta sonorità industrial intrecciate a una struttura pop.
La versione britannica del singolo contiene due remix del brano curati dai Goldfrapp e Jacques Lu Cont Vi appare inoltre come b-side l'inedito Newborn, brano lento che diviene più pesante nel ritornello

## Tracce
Testi e musiche di Martin L. Gore.
CD (Regno Unito – prima versione)
1. A Pain That I'm Used To (Album Version) – 4:11
2. Newborn – 5:34

CD (Regno Unito – seconda versione)
1. A Pain That I'm Used To (Jacques Lu Cont Remix) – 7:51
2. A Pain That I'm Used To (Jacques Lu Cont Dub) – 8:00
3. A Pain That I'm Used To (Goldfrapp Remix) – 4:39
4. A Pain That I'm Used To (Bitstream Spansule Mix) – 7:22
5. A Pain That I'm Used To (Telex Remix) – 3:28

DVD
1. A Pain That I'm Used To (Video) – 3:49
2. A Pain That I'm Used To (Exclusive Behind the Scenes Footage) – 3:52
3. Newborn (Foster Remix by Kettel) – 5:26

7"
- Lato A

1. A Pain That I'm Used To (Goldfrapp Remi) – 4:39

- Lato B

1. Newborn (Foster Remix by Kettel) – 5:26

12"
- Lato A

1. A Pain That I'm Used To (Jacques Lu Cont Remix) – 7:51

- Lato B

1. A Pain That I'm Used To (Jacques Lu Cont Dub) – 8:00

12"
- Lato A

1. A Pain That I'm Used To (Bitstream Threshold Mix) – 6:07

- Lato B

1. A Pain That I'm Used To (Bitstream Spansule Mix) – 7:21

Download digitale
1. A Pain That I'm Used To (Jacques Lu Cont Remix) (Edit) – 4:47
2. A Pain That I'm Used To (Goldfrapp Remix) – 4:39
3. A Pain That I'm Used To (Bitstream Spansule Mix) (Edit) – 4:15
4. A Pain That I'm Used To (Telex Remix) – 3:26
5. A Pain That I'm Used To (Bitstream Treshold Mix) (Edit) – 4:04
6. Newborn (Original) – 5:35

## Formazione
Hanno partecipato alle registrazioni, secondo le note di copertina di Playing the Angel:
Gruppo
- Andy Fletcher – strumentazione
- Dave Gahan – voce principale
- Martin Gore – strumentazione, voce

Altri musicisti
- Dave McCracken – programmazione
- Richard Morris – programmazione

Produzione
- Ben Hillier – produzione
- Steve Fitzmaurice – missaggio
- Nick Sevilla – assistenza alla registrazione (Sound Design)
- Arjun Agerwala – assistenza alla registrazione (Stratosphere Sound)
- Rudyard Lee Curris – assistenza alla registrazione (Stratosphere Sound)
- Devin Workman – assistenza alla registrazione e al missaggio (Whitfield Street Studios)
- Kt Rangnick – assistenza alla registrazione e al missaggio (Whitfield Street Studios)
- Emily Lazar – mastering
- Sarah Register – assistenza al mastering
- Anton Corbijn – direzione artistica, fotografia, copertina
- Four5one.com – design

## Classifiche
| Classifica (2005)        | Posizione massima |
| ------------------------ | ----------------- |
| Austria                  | 24                |
| Belgio (Fiandre)         | 53                |
| Belgio (Vallonia)        | 20                |
| Danimarca                | 3                 |
| Finlandia                | 15                |
| Francia                  | 96                |
| Germania                 | 11                |
| Italia                   | 2                 |
| Paesi Bassi              | 27                |
| Regno Unito              | 15                |
| Spagna                   | 1                 |
| Stati Uniti (dance club) | 6                 |
| Svezia                   | 13                |
| Svizzera                 | 23                |